# نعوم اللبكي
نعوم اللبكي (1875 - ت. 1343 هـ / 1924 م) هو صحافي ، من أهل لبنان.
ولد في بعبدات بلبنان ثم هاجر إلى أمريكة، وأنشأ بها جريدة «المناظر». عاد إلى لبنان سنة 1908 م، فتابع إصدار الجريدة في بيروت، ثم في قرية بعبدات مسقط رأسه. انتخب بعد الحرب العالمية الأولى نائبا في «مجلس لبنان التمثيلي» ثم رئيسا له، فاستمر بهذا المنصب إلى وفاته سنة 1343 هـ / 1924 م.

## جوائز وتقدير
- تمثال لنعوم اللبكي، لبنان[3]